# Dave Thomas (golfista)
David Charles Thomas (Newcastle upon Tyne, 16 de agosto de 1934-España, 27 de agosto de 2013) fue un jugador de golf profesional de Gales y renombrado arquitecto de campos de golf.
Thomas era uno de los principales jugadores de golf de Gran Bretaña durante los años 1950 y 1960 con muchas victorias en torneos por toda Europa, incluyendo el News of the World Match Play y los Campeonatos Abiertos belgas, holandeses y franceses. Fue finalista en el Abierto Británico de Golf en 1958 y 1966.
Nacido en Newcastle upon Tyne, Inglaterra, Thomas se convirtió en profesional en 1949, ocupando una posición como asistente. Más tarde jugó torneos de golf y ganó más de una docena de títulos en el Reino Unido y en toda Europa. También probó suerte en los Estados Unidos, con menos éxito, a pesar de que ganó un torneo de clasificación para el Abierto de los Estados Unidos en 1964 y terminó en segundo lugar en el Abierto de St. Paul.
Thomas murió en su casa en España el 27 de agosto de 2013.